# Кхао-мани
Као-мани (тайск. ขาวมณี [kʰaːw˩˩˦ ma˧.niː˧]), известная также как Diamond Eye (с англ. — «алмазный глаз») — порода кошек из Таиланда.
Као-мани имеет древнюю родословную, которая прослеживается на сотни лет. Кошка упоминается в Tamra Maew, или в Кошачьей Книге Поэм, где в том числе сказано, что као-мани приносят удачу своему хозяину или кормильцу.

## История
Као-мани (Khao Manee — тай. ขาวมณี — белый драгоценный камень) — древняя порода, она упоминается в тайской книге стихов о кошках Tamra Maew XV в. как Khao Plort, то есть полностью белая. Сотни лет эту породу кошек могли держать и размножать только королевские особы.
Порода зарегистрирована в системах TICA, WCF.

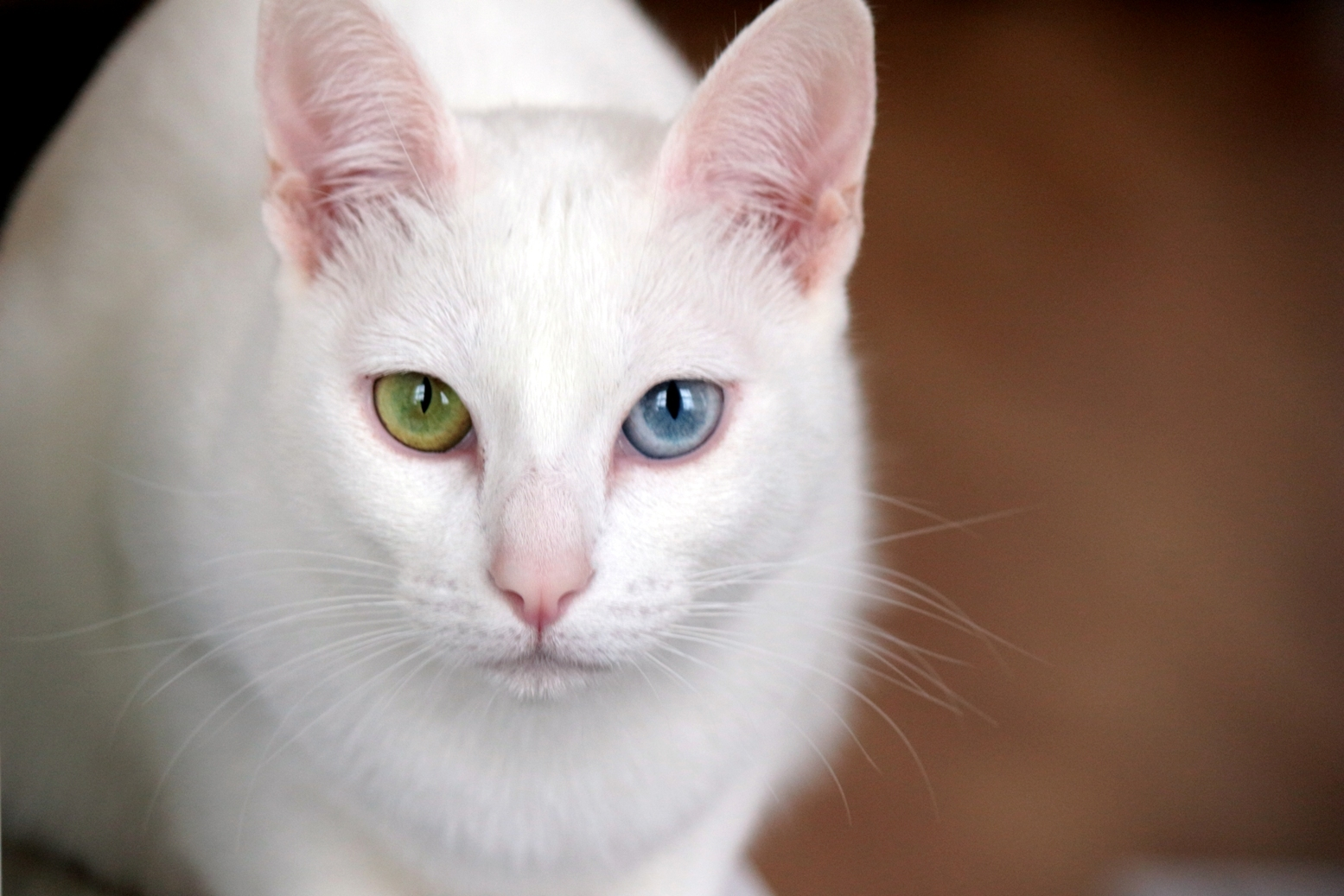

До 1999 г. она не вывозилась за пределы Таиланда. В начале 2000-х появились первые заводчики в Европе и Америке. В 2015 году заводчиков као-мани, кроме Таиланда, можно было найти только во Франции, некоторых штатах США, в Словении. В 2021 г. Международной ассоциацией по сохранению тайских пород кошек был зарегистрирован заводчик породы в России с названием питомника WHITE (г. Санкт-Петербург). В этом же году заводчиком была импортирована из Таиланда первая пара чистокровных као-мани для разведения.

## Описание фенотипа
Као-мани — некрупные кошки, среднего или ниже среднего размера, имеют мускулистое тело, сердцевидную голову со среднего размера или чуть длиннее ушами и крупными овальными голубыми, янтарными, зелёными или разноцветными глазами.
Разноцветные глаза (гетерохромия) являются более редкими (так как на фотографиях као-мани чаще всего отображаются именно с разноцветными глазами, то ошибочно считается, что разноцветные глаза отличительный признак породы). У кошек као-мани белая короткая, гладкая, блестящая, плотно прилегающая шерсть с малым подшёрстком или без него. Иногда белые котята рождаются с темными пятнами на голове, которые пропадают в первый год жизни. В помётах као-мани бывают котята и других цветов — это абсолютно нормально и легко объяснимо с точки зрения генетики[уточнить].

## Характер
Као-мани очень умные, любопытные, подвижные, игривые кошки, которые любят «поговорить» со своим хозяином и очень к нему привязываются, поэтому для као-мани типично всюду следовать за хозяином. Као-мани отличаются дружелюбием и доверчивостью даже к незнакомцам, могут уживаться с другими домашними животными и детьми, а также хорошо подходят тем, у кого нет опыта в общении с кошками. Также важно знать, что эти кошки очень социальные животные, нуждающиеся в обществе себе подобных, поэтому не стоит заводить као-мани, планируя оставлять животное надолго в одиночестве и не собираясь завести ещё одного котёнка или другого питомца. Као-мани очень чувствительные, они сильно привязываются к своим хозяевам и тяжело переносят одиночество.

## Здоровье
Као-мани — порода естественного происхождения, поэтому отличается крепким здоровьем. Так как для кошек белого окраса характерна глухота, као-мани иногда не слышат одним или обеими ушами. Вероятность глухоты као-мани снижена, так как в разведении участвуют производители с нормальным слухом.

## Стоимость
Так как као-мани — очень редкая порода, в интернете ходит миф, что котёнок стоит тысячи или даже десятки тысяч долларов. На сегодняшний день[когда?] стоимость котёнка као-мани в Европе составляет в среднем €1200—1500. Стоимость разноглазого котёнка в США составляет $2000, у заводчиков в Европе — €2000.